# Lacus Somniorum
El Lacus Somniorum és una planícia que està situada en la secció nord-est del costat visible de la Lluna. Es troba en les coordenades selenogràfiques 38.0° N, 29.2° E, i té un diàmetre de 384 quilòmetres. (És el més gran dels accidents geogràfics denominats Lacus). El nom en llatí és "Llac dels Somnis", un nom que li va donar Riccioli.
Posseeix una forma irregular amb vores complexes, no gaire definides. La superfície té el mateix albedo reduït que posseeixen les grans mars lunars, i la seva superfície es va formar mitjançant fluxos de lava basàltica.

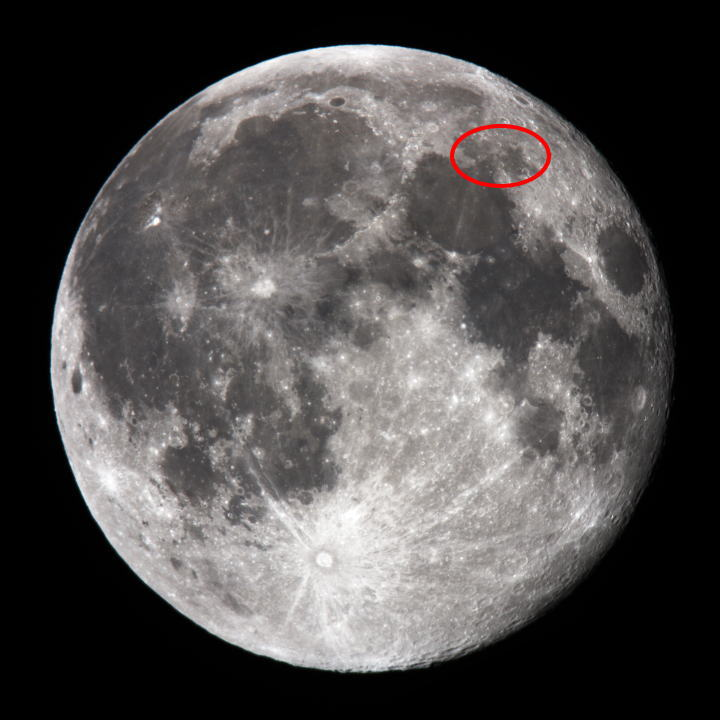
Localització del Lacus Somniorum.

Pel sud-oest aquesta planícia es connecta amb la Mare Serenitatis a través d'una àmplia obertura al nord-oest del cràter Posidonius. Aquest cràter forma l'extrem oest de la vora sud, que s'estén cap a l'est fins a la longitud 41° abans de fer-se fallida en direcció nord-oest. Al llarg de la seva vora sud es troba pegat al cràter Hall (que es troba emplenat), i una rima de 150 km de llarg denominada rima G. Bond a causa del petit cràter G. Bond al sud del cràter Hall.
La vora est és irregular i passa prop del petit cràter Maury abans de continuar cap al nord fins a arribar a les restes del cràter Williams. Des d'allí la vora continua cap a l'oest. Una regió estreta separa al Lacus Somniorum del més petit Lacus Mortis cap al nord. Aquesta franja de terreny agrest inclou els cràters d'impacte Mason i Plana que es troben emplenats de lava.
Finalment el llac es corba cap al sud, trobant-se amb una zona de terreny agrest al llarg del bord nord de la Mare Serenitatis. En la meitat sud d'aquesta zona de la vora es troba un sistema de rimes denominades rimae Daniell, denominat en referència al cràter Daniell, una petita formació al nord de Posidonius que queda embolicada pel Lacus Somniorum. Al nord de Daniell, prop del bord nord d'aquest accident, es troba el petit cràter Grove.